# 沼田町 (群馬県)
沼田町（ぬまたまち）は、群馬県の北部、利根郡に属していた町である。利根郡役所の所在地であった。

## 地理
- 河川：利根川、薄根川

## 歴史
- 1889年（明治22年）4月1日 町村制施行により、以前の沼田町を継承し、利根郡沼田町が成立する。
- 1954年（昭和29年）4月1日 利根郡利南村、池田村、薄根村、川田村と合併し、沼田市を新設する。